# Cultura tiahuanaco

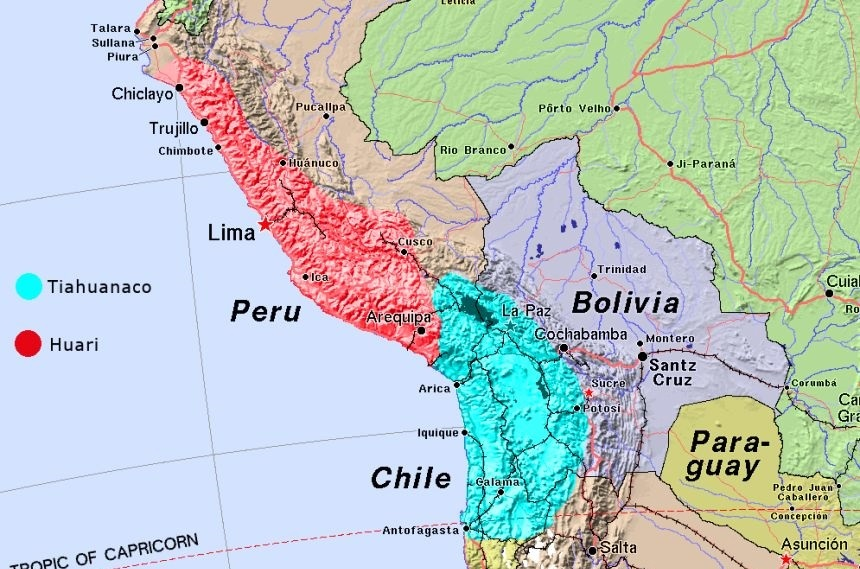
Extensión aproximada de la cultura wari y tiahuanaco.

La cultura tiahuanaco (en aimara contemporáneo: tiwanaku) fue una civilización precolombina que se desarrolló en el altiplano andino de Sudamérica, con su centro político y ceremonial en la ciudad de Tiwanaku, ubicada en la actual Bolivia, cerca del lago Titicaca. Su cronología ha sido motivo de debate. Algunos autores, como Carlos Ponce Sanginés propusieron su origen alrededor de 1580 a. C. Sin embargo, desde la década de 1980, se ha descartado esa fecha por falta de evidencia confiable. Estudios recientes, basados en dataciones por radiocarbono, estiman que el sitio fue fundado alrededor del año 110 d. C.,  y su apogeo entre los siglos VII y X de nuestra era. 
La civilización empezaría a surgir y a aumentar su población verdaderamente a partir del año 600 d. C. y colpasaría en el año 1000 d.c. Su influencia se extendió por el altiplano y los valles de Bolivia, el sur del Perú, el norte de Chile y el extremo norte de Argentina.   

Su área de influencia se reconoce por su iconografía característica, visible en cerámica, textiles y arquitectura. Su expansión se basó en redes de intercambio con diversas sociedades altiplánicas y vallunas. Además de comerciar con comunidades vecinas, los tiahuanacotas establecieron enclaves poblacionales en regiones como Cochabamba.  

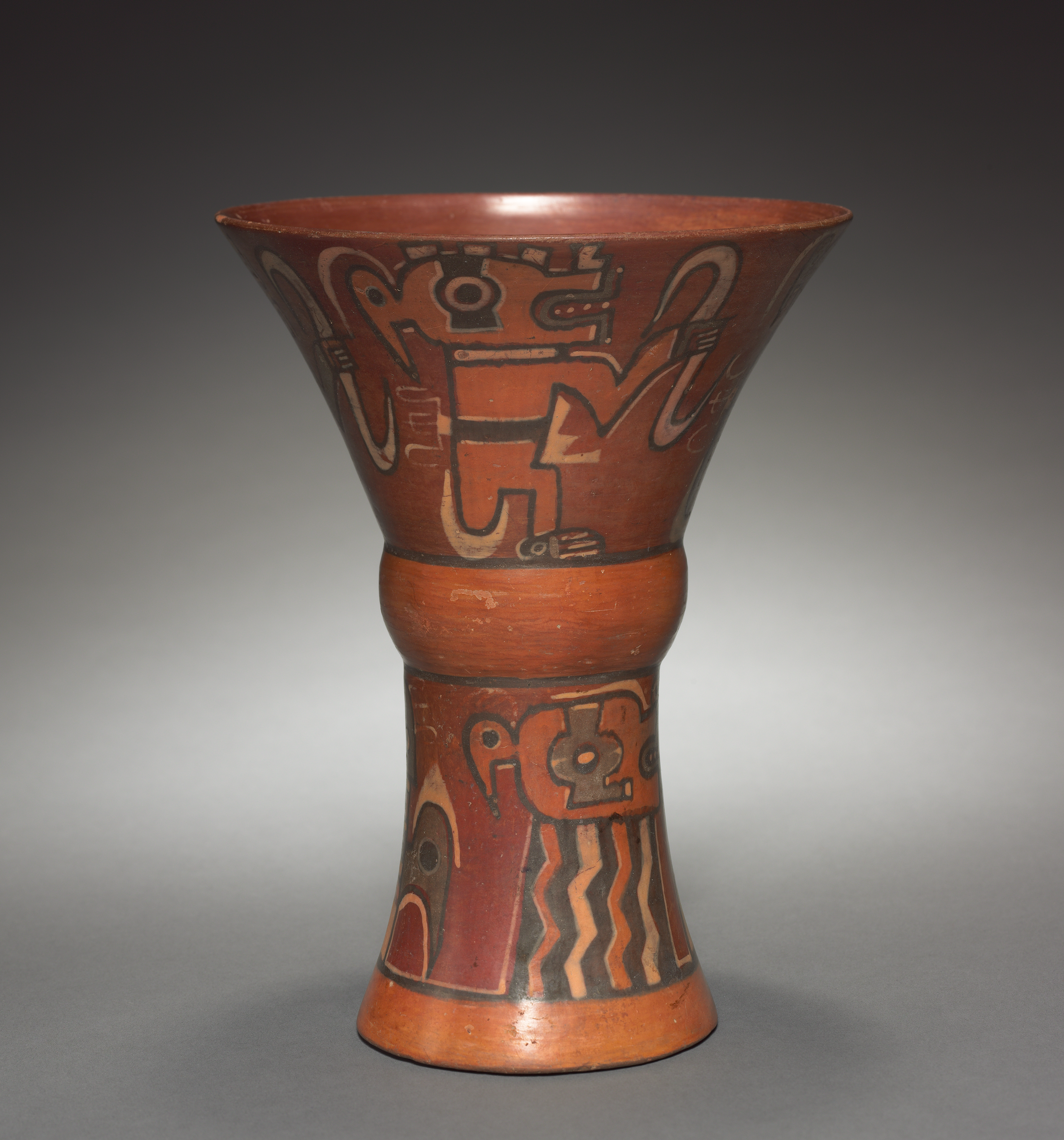
Kero tiahuanacota, 400 - 1000.

El sitio de Tiwanaku se caracterizó por su arquitectura ceremonial, reflejada en templos de piedra con grapas metálicas de sujeción.También destacó en la producción de cerámica y textiles polícromos. Un hallazgo en el año 2006, en la isla de Pariti, reveló más de 400 piezas cerámicas de gran calidad, datadas en el 1000 d. C., lo que ha llevado a reconsiderar la evolución estilística de su cerámica. La variedad de estilos dentro de la cuenca del Titicaca y en zonas como Azapa (Chile) y Cochabamba (Bolivia) sigue siendo un tema de estudio. 
En el arte textil, Tiahuanaco empleó lana de camélidos andinos y desarrolló piezas sofisticadas, como el gorro de cuatro puntas (ch'uku), símbolo de estatus social. Este diseño, documentado en Tiahuanaco desde 500 d. C, influyó en la cultura wari a partir del 700 d. C. Los tiahuanacotas también trabajaron metales como bronce, oro y plata, y produjeron objetos de madera tallada, hueso pirograbado, cestería y cuentas de piedras semipreciosas.
A pesar de los avances en su estudio, el significado de la variabilidad cerámica y la extensión de la influencia de Tihuanaco siguen siendo temas de debate arqueológico.

## Ubicación geográfica
La cultura tiahuanaco, de origen Uru-Puquina, se desarrolló a orillas del lago Titicaca. Según el arqueólogo Carlos Ponce Sanginés, surgió entre el año 1580 a. C. y se prolongó hasta el año 1187 d. C. El centro principal de esta cultura estuvo ubicado a una altitud de 3900 m s. n. m., Tiahuanaco abarcó parte los territorios actuales de Bolivia, Perú, Chile y Argentina.

## Periodizaciones propuestas

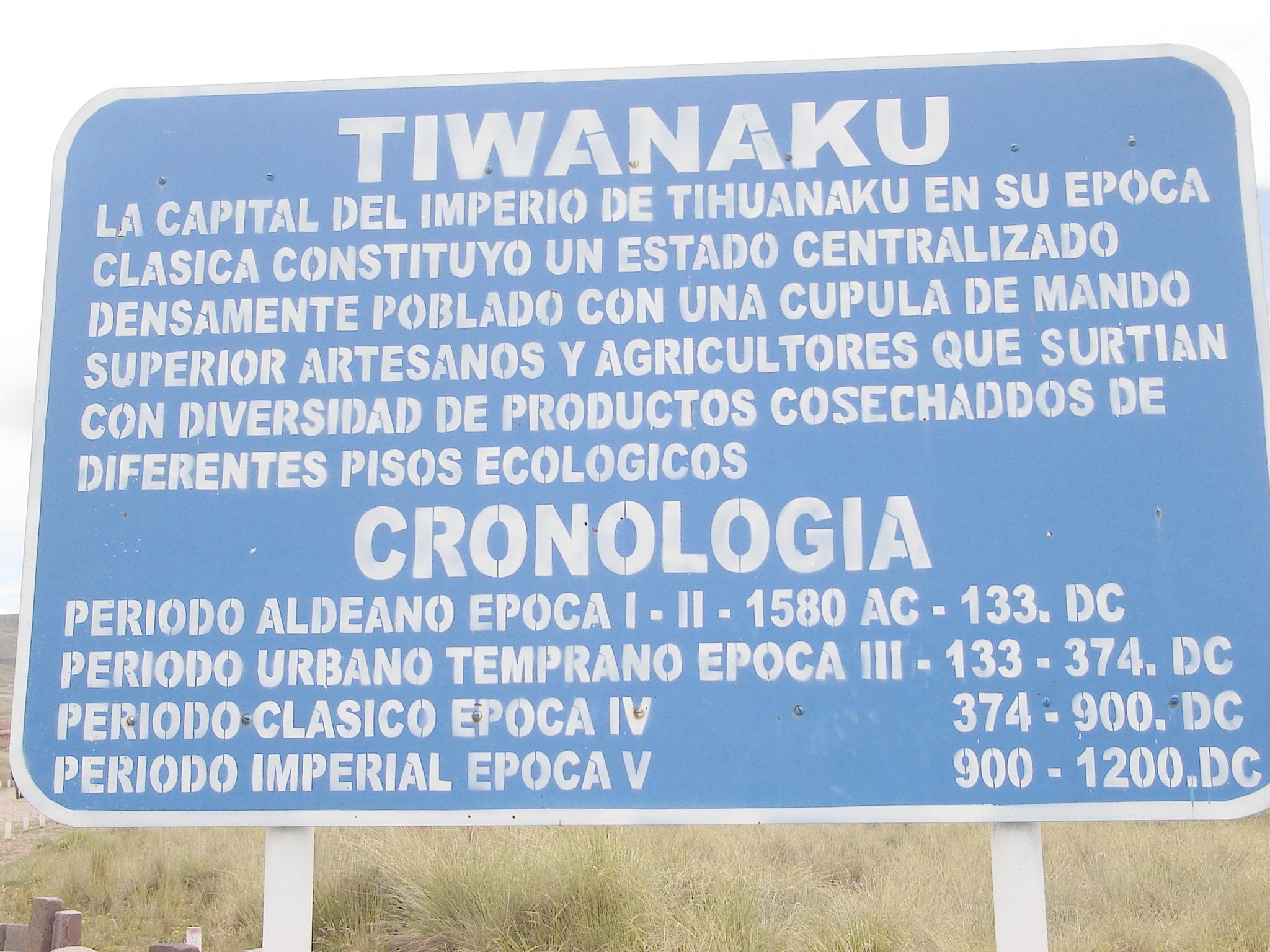
Zona arqueológica de Tiwanaku. Cronología.

Tiahuanaco fue la cultura más longeva del área sur andina del lago Titicaca; por tanto, la periodización evolutiva tuvo distintas teorías y postulados que han ido variando a través de la historia. En un principio Wendell Bennett dividió Tiahuanaco en tres periodos: temprano, clásico y decadente. Esta división cronológica fue replanteada con estudios posteriores. Basándose en la división de Benett, Wallace definió al periodo tiahuanacota temprano como cultura Keya o Qeya.
Posteriormente Ponce Sanginés propuso una cronología en cinco fases; las dos primeras anteceden al periodo temprano que había planteado Benett y corresponden al periodo formativo tardío de América, posteriormente denominado periodo aldeano. Aunque, según algunos estudios, sugieren que el inicio de la ciudad tiahuanacota fue más tardío: entre 400 a. C. y colapsó alrededor del año 900 o 1200 d. C.
La forma en la que Carlos Ponce Sanginés relata los períodos tiahuanacotas, está basada en estudios tipográficos, radiocarbónicos y estilísticos, de unas 33 piezas cerámicas y expresiones artísticas tiahuanacotas, piezas extraídas de los pozos en los que trabajó (principalmente Kalasasaya y alrededores), piezas que según la datación mediante la técnica del carbono 14, dan una variabilidad de entre 1600-1500 a. C.
En el año 1967, la CIAT (Centro de Investigaciones Arqueológicas de Tiwanaku) realizó un proyecto de colección de especímenes de flechas de obsidiana de la cultura tiahuanaco, en las cuales se recolectaron 414 muestras, (64 perdidas), de las cuales, según la datación de artefactos de obsidiana, presentaban una cronología similar a la de los fechados radiocarbónicos, siendo el ejemplar 179 concerniente al año 1250 a. C.
Según esta visión, a cultura tiahuanaco fue iniciada aproximadamente en 1500 a. C. (época aldeana), como una pequeña área con vestigios de arte en cerámica y técnicas agrícolas, las primeras construcciones de piedra y tallados se forjaron cuando la aldea creció a proporciones grandes entre el 374 y el 900 d. C, consiguiendo un importante poder regional en el Altiplano o Meseta del Collao. En su máxima extensión (900-1200 d. C.), ya convertido en ciudad cubría aproximadamente 6 km², y tuvo un máximo de 40 000 habitantes.
Colapsaría repentinamente aproximadamente en el año 1200. La ciudad fue abandonada y su estilo artístico se desvaneció (se perdió o desapareció).
Figuras más actuales consideran que la civilización floreció desde el año 600 d. C. al. 1000 d. C.

### Periodización según Ponce Sanginés

#### Antecedentes

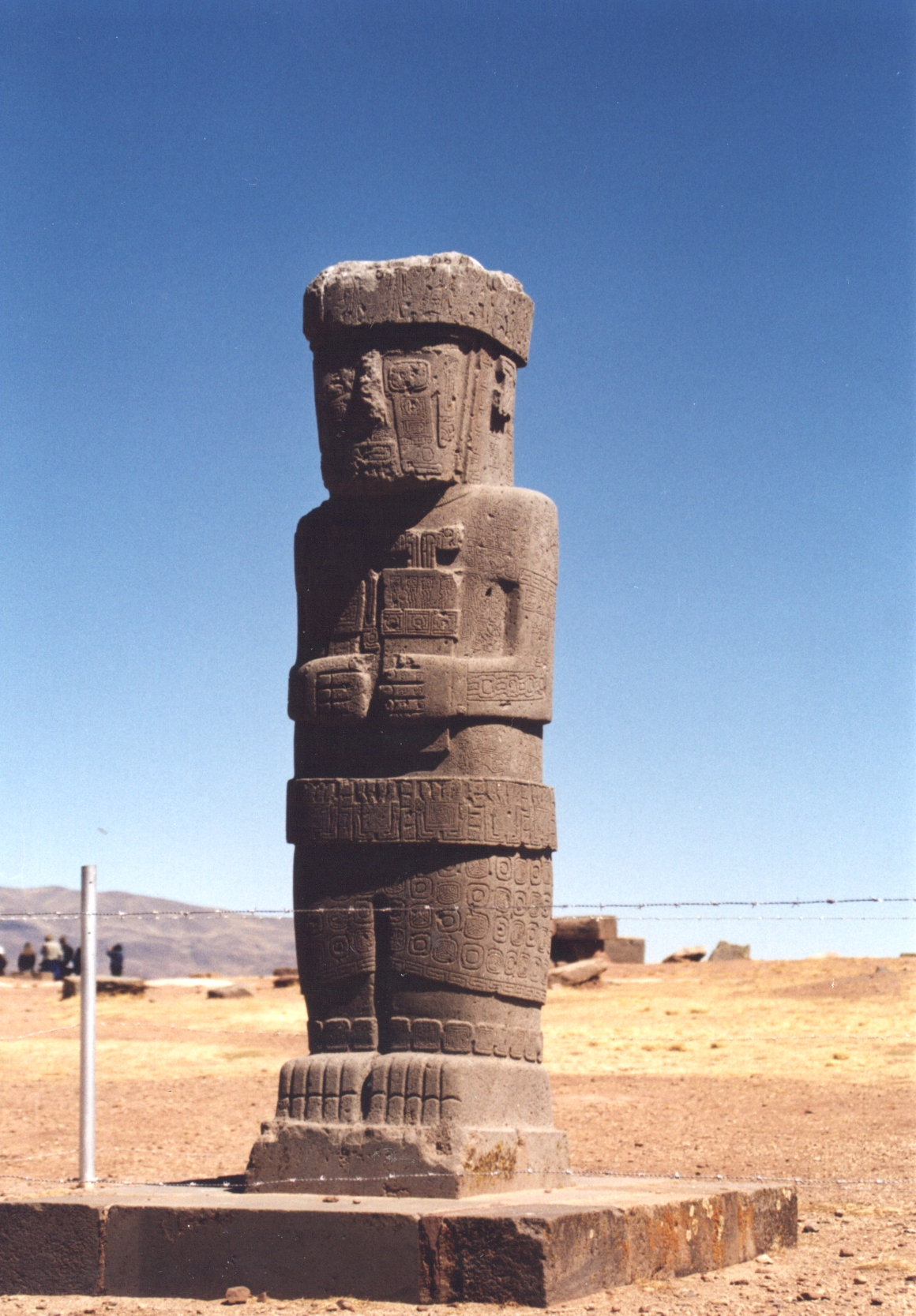
Monolito Ponce, denominado así en homenaje al arqueólogo boliviano Carlos Ponce Sanginés, uno de los principales estudiosos de la cultura tiahuanacota.

Los comienzos tiahuanacotas (horizonte formativo entre 1500 a. C. y 100 d. C.), corresponden a
un periodo aldeano en el que comparte el altiplano con otras dos culturas geográficamente cercanas: Wankarani (1100 a. C.) y Chiripa (1500 a. C.-100 a. C.). Entre ambas, destaca la
cultura Chiripa, por haber mantenido una fuerza creativa importante y de acuerdo a las
investigaciones arqueológicas, fue la precursora directa de Tiahuanaco.
Chiripa, es una de las culturas más antiguas de la región andina, cuyos restos aparecen desde
la península de Taraco por el sur, hasta Santiago de Huata por el norte, incluso en la Península de Copacabana, en las riberas del Lago Titicaca, Bolivia. Según los últimos estudios que se han realizado en la península de Taraco, se le ha asignado a la cultura Chiripa tres fases:
- Chiripa Temprano: 1500 a. C.–1000 a. C.
- Chiripa Medio: 1000 a. C.–800 a. C.
- Chiripa Tardío: 800 a. C.–100 a. C.

El Periodo principal de esta cultura se puede situar, según las muestras radio carbónicas entre los años 591-116 a. C. y 31 d. C. Según esta cronología la cultura Chiripa en su fase más importante (tardía), es contemporánea a la época I de Tiahuanaco y Fomativo tardío de Pukará.
Chiripa originó lineamientos en arquitectura (templetes semisubterráneos), diseños iconográficos (tradición Yaya-mama),
posteriormente replicados y reconocibles en Tiahuanaco y en Pukará, lo que indica que las principales realizaciones de Tiahuanaco
fueron iniciadas por los chiripenses.

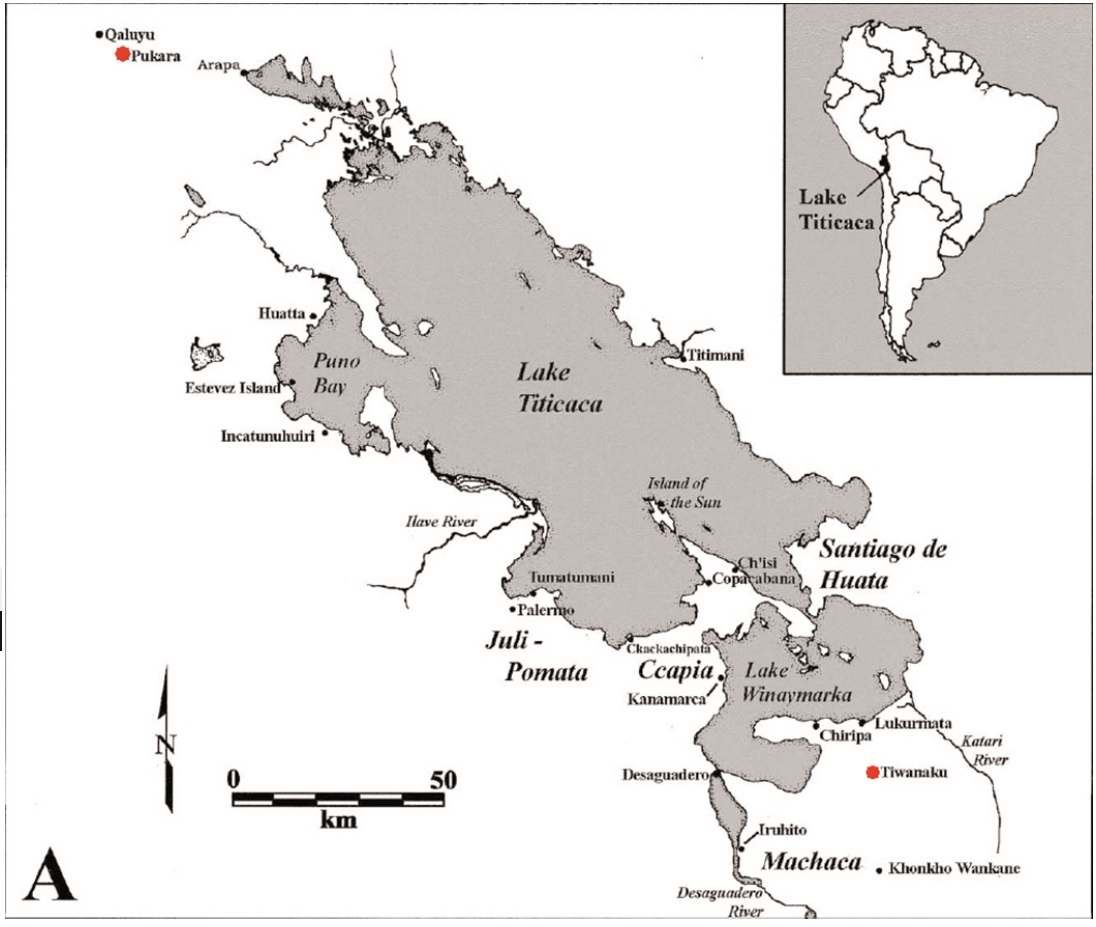
Extensión norte a sur de la Cultura Pukara y Tiwanaku.

La cultura Pukará se desarrolló en el sector nor-occidental de la cuenca del lago Titicaca, y tuvo como centro al sitio de Pukará de donde justamente deriva el nombre dado a la cultura que, según los especialistas de la región (Tantaleán, etc.) tuvo dos fases de desarrollo dentro del período llamado Formativo: Formativo Medio (1400 a 550 a. C.), y Formativo Tardío (550 a. C. a 400 d. C.) Desarrollaron, especialmente en la segunda fase, una escultura y una cerámica vigorosas muy particulares (esta última posee excelente cocción, gran acabado superficial, y bellas formas y decoraciones), sobre todo con propósitos religiosos según se puede notar.
Durante el período conocido como Formativo Tardío, Pukará —formación social de la cuenca norte del Titikaka— produjo una estatuaria lítica cualitativa y cuantitativamente importante. Siempre se ha dicho que cuando los incas llegaron a Tiwanaku, ya en ruinas para entonces, quedaron maravillados y lo tomaron como un lugar sagrado. Parece que similar cosa ocurrió siglos antes cuando fueron los tiahuanacotas los que posiblemente se maravillaron ante Pukará. Por eso, una vez ocupados los asentamientos pukará por gente de Tiwanaku, es probable que los mandatarios de esta formación social hubiesen tomado al sitio de
Pukará como un lugar sagrado, y hasta tal vez lo asumieron como su paqarina o lugar de origen, como un imaginario. Copiaron su modelo arquitectónico y lo trasladaron a su capital en el valle de Tiwanaku, en la cuenca Sur. Es posible que en ese momento, las esculturas de Pukará se hubiesen convertido en objetos de gran valor religioso y ritual, siendo su posesión símbolo de poder y prestigio.
Este masivo traslado de esculturas desde la cuenca Norte del lago, hacia la capital estatal de Tiwanaku, hay que entenderlo —por tanto— como un gran Proyecto de Estado promovido por las élites dirigentes y ejecutado por contingentes humanos dirigidos por los sabios de la época que bien podrían llamarse ingenieros. Hay que añadir, que no solo las esculturas de Pukará fueron objeto de veneración y apetencia durante la época clásica de Tiwanaku. También lo fueron esculturas del Formativo Medio que han sido encontradas entre sus ruinas. El caso más claro y mejor documentado se refiere al llamado “monolito barbado” o estela 15 que en las excavaciones que Bennett practicó en el templete semisubterráneo en 1932, apareció junto al gigante monolito llamado precisamente “Bennett” o estela 10.
La colección que se posee de esculturas pukará en Tiwanaku, debe proceder de distintos asentamientos de la esfera Pukará, procedente de una época anterior al desarrollo de Tiwanaku. Siglos después Tiwanaku, al parecer, también incorporó en su culto, y para el mantenimiento de su hegemonía, estrategias similares a las de Pukará. Un ejemplo notable de ello serían los llamados “chachapumas”, aparentemente sacerdotes con el rostro cubierto por una máscara felínica que sacrificaban individuos cortándoles la cabeza. Un singular estilo escultórico de esta cultura nos sirve hoy de testigo de aquello.

#### Período Aldeano: épocas I y II 1580a.C.-45d.C.

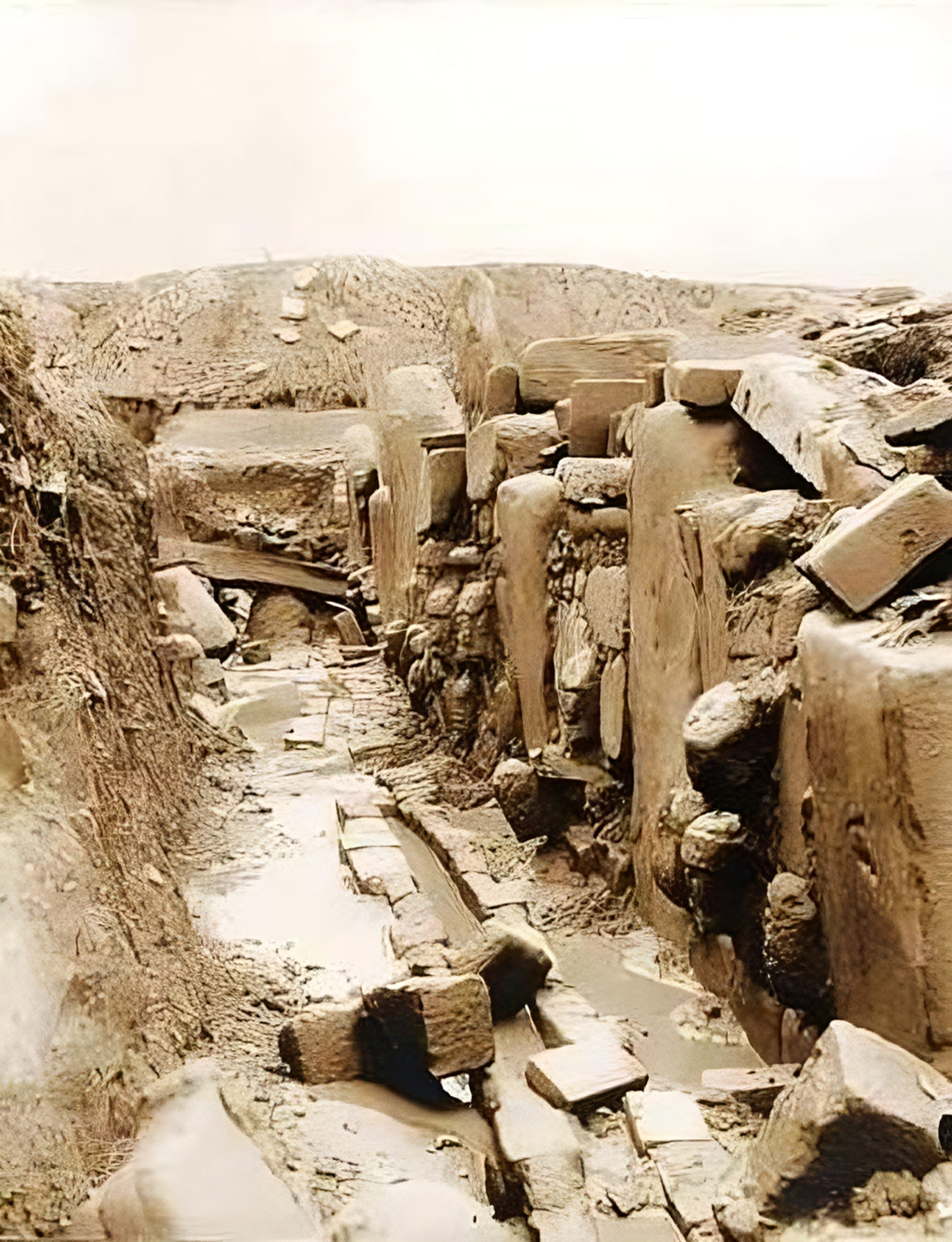
Restos de edificios de la primera época.

En este periodo el sitio de Tiwanaku estaba ocupado por una pequeña aldea con casas rectangulares techadas a dos aguas a las que se adosaba un recinto circular, posiblemente destinado a la cocina. Los cimientos eran de piedra y los muros de adobe; pequeñas calzadas unían las viviendas. No se han encontrado vestigios de arquitectura religiosa o monumental, ni tampoco hay indicios de que existieran clases sociales. Los enterramientos se realizaban directamente en cestas de piedra. Los cuerpos hallados indican que se practicaba la deformación craneana. Su economía se basaba en el cultivo de papa, que para su almacenaje era deshidratada en la forma que hoy se conoce como chuño; así mismo se cultivaba la oca. Uno de los elementos decisivos fue la domesticación de la llama, lo que permitió el pastoreo; formaban caravanas que sirvieron para el intercambio de productos. La lana fue necesaria para la textilería y su carne servía de alimento.
Mantenían un comercio suplementario a través del intercambio de flechas de obsidiana, tan características de la cultura Wankarani. Se traía la sodalita para la manufactura de cuentas que utilizaban como ornamento; también se traía helio basalto de las canteras de Querimita. Se conocía el cinabrio, cuyo color rojo se utilizaba en los enterramientos. Se trabajaba el cobre incluyendo el vaciado. Asimismo se trabajaban el oro y la plata. En el periodo aldeano hay dos tipos de cerámica; uno de ellos —que tiene similitud con la Pucara— es incisa y pintada de color marrón, rojo y blanco sobre fondo castaño claro. Son notables las vasijas globulares decoradas con esta técnica; algunas presentan un felino con el cuerpo de perfil y el rostro humanoide de frente. Otras vasijas tienen forma de aves. El segundo tipo carece de pintura y algunas de sus piezas están modeladas en forma antropomórfica (figura humana).

#### Periodo Urbano: Épocas III y IV 45d.C.-700d.C.
En el siglo II, Tiahuanaco dejó de ser la aldea concentrada de los primeros tiempos para convertirse en una gran urbe ceremonial que tiene dos centros dominantes: el conjunto de Akapana con los edificios que la rodean y el Puma Punko situado al suroeste de Akapana. Ambos muestran la estructura doble de Tiwanaku, que evidencia la visión propia de la sociedad andina, división que pervive hasta la llegada de los españoles y aun después. Todas las urbes andinas, incluyendo Cuzco, se dividían en dos: Anan (los de arriba) y Urin (los de abajo).
Se desarrolla un estilo alfarero realista y único, que influenciaría a otras culturas como la wari.
Este estilo se caracteriza por el uso del zig-zag y las formas geométricas, se emplea las formas antropomorfas y la representación de la fauna nativa al estilo tiahuanaco, se plasma la creencia y religión de tiahuanaco en sus esculturas y cerámicas.

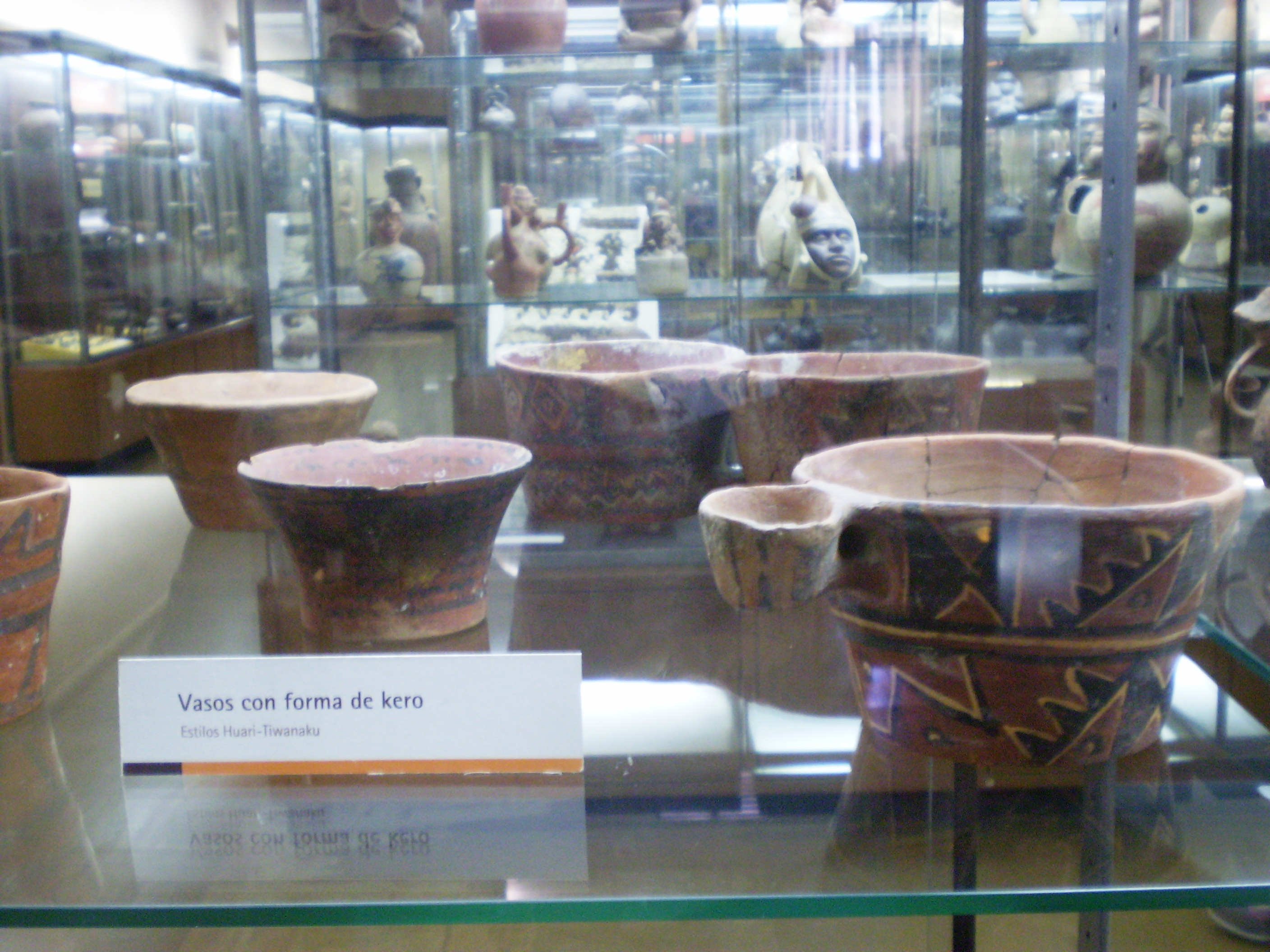
Alfarería estilos Tiawanaku. Museo de La Plata

#### Periodo Imperial: Época V 700d.C. - 1187d.C.
En el siglo VIII, Tiahuanaco se expande sobre la base de los enclaves preexistentes, tanto en la costa como en los valles interandinos; así mismo, extiende su influencia sobre el altiplano y la sierra. Esta expansión territorial se argumenta que fue posible gracias a diversas estrategias como la «verticalidad», el control directo de la actividad agrícola y una economía basada en la producción e intercambio de bienes de prestigio de corte religioso. La expansión se evidencia por la difusión de los símbolos y elementos tiahuanacotas, que aparece en la cerámica y los textiles de todo el ámbito conquistado. Esta expansión llegaría hasta el norte de Chile (San Pedro de Atacama), deja su huella en los valles de Cochabamba y avanza por el oeste hasta Cerro Baúl, en la moderna Moquegua, donde entran en contacto con el imperio huari, con el que se relaciona económicamente e ideológicamente. Ante la caída del imperio huari en el siglo X, Tiahuanaco también entra en decadencia, sucede una grave crisis política y social, debido a las malas cosechas realizadas acarreadas por las sequías del lago Titicaca. En el siglo XII se da una cruenta guerra civil, debido a esto el colapso es inevitable y la región del imperio de tiahuanaco queda fragmentada en estados regionales aimaras entre los que se destacan el reino colla, el reino lupaca y el reino pacajes.

## Idioma
El idioma hablado en Tihuanaco es motivo de debate. Algunos investigadores, como Alfredo Torero y Martha Hardman, sostienen que se hablaba aimara o proto-aimara, basándose en su persistencia en el altiplano y su posterior expansión.Otros, como Rodolfo Cerrón-Palomino, sostienen que la lengua principal de Tiahuanaco fue el puquina, argumentando que los topónimos y registros coloniales apuntan a su presencia en la región antes de la expansión del aimara.

## Organización política
La política de Tiahuanaco fue de tipo teocrático, es decir que no utilizó la fuerza militar en sus conquistas territoriales. Hacia los años 400 y 500 d. C. los tiahuanacotas refuerzan su poder religioso concentrando el culto en la ciudad de Tiahuanaco, ampliando su dominio territorial hacia la costa por occidente y el bosque tropical por el oriente.

## Economía
La economía tiahuanacota se basó en actividades agrícolas, ganaderas y artesanales. Tuvieron enclaves agrícolas en las yungas marítimas y fluviales, además de los valles interandinos y la puna. Aunque se tiene evidencia del manejo intensivo de la agricultura, no hay estimaciones consensuadas de la cantidad de su producción.
La acumulación de la riqueza se dio a través de las cabezas de ganado. Las evidencias muestran que las élites tiahuanacotas manejaron grandes rebaños de camélidos que sirvieron para la confección de textiles de gran calidad, como lo demuestran los descubrimientos en la costa sur. Sus tapices polícromos fueron una demostración de prestigio y poder de las élites. La élite tiahuanacota al manejar grandes rebaños, también manejaron el transporte comercial de la hoja de coca y el maíz que viajaban desde las zonas cálidas hasta el centro ceremonial de Tiwanaku.

## Religión

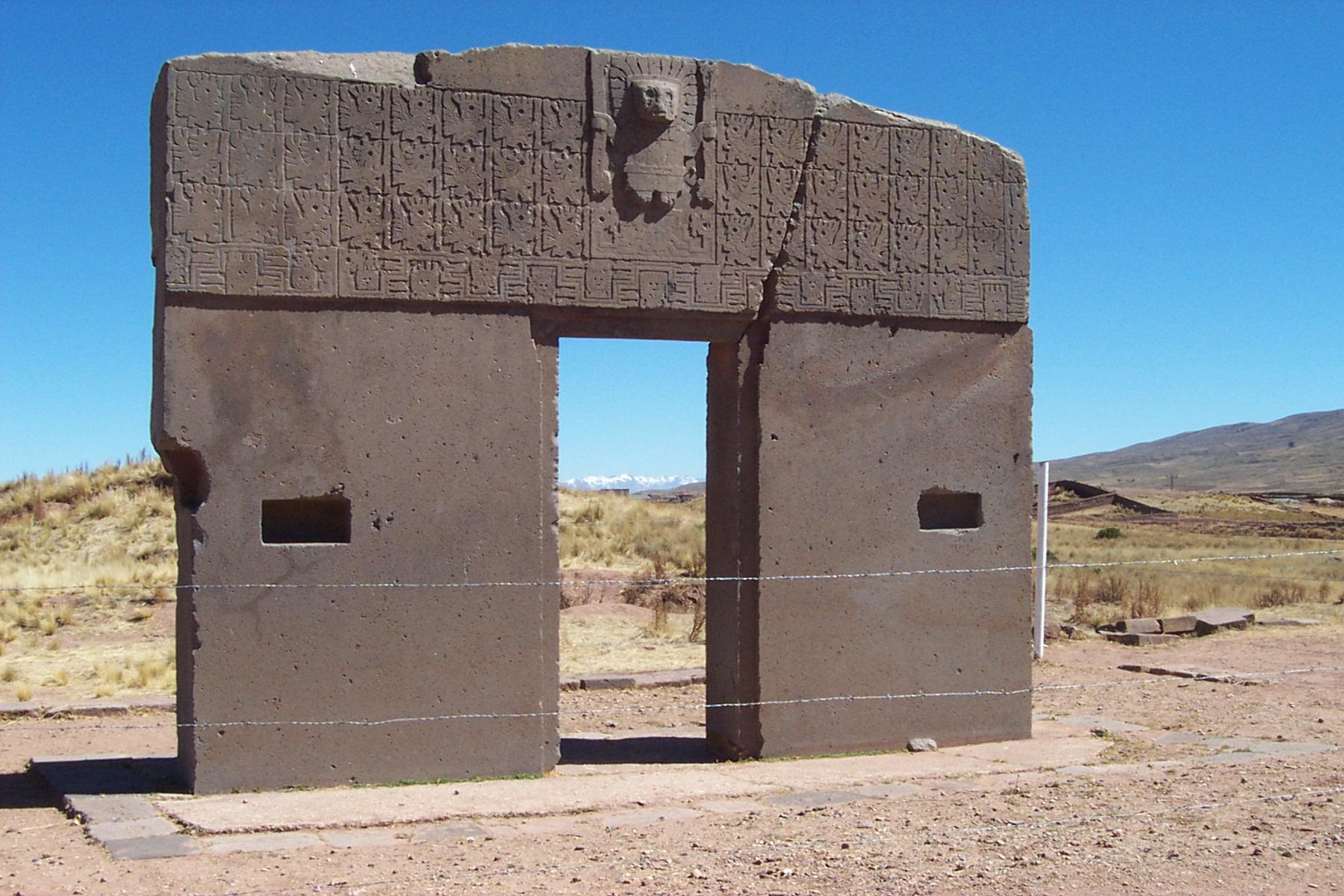
La puerta del sol, se observa la deidad de los báculos tallada en altorrelieve.

El denominado "Dios de los Báculos" fue el dios principal de los tiahuanacotas, este representa a un dios celestial y según algunas hipótesis, esta deidad podría ser el mismo Tunupa de los posteriores reinos aimaras, o el Wiracocha de los tardíos incas.
Históricamente la deidad de los báculos es adorada en la meseta del Collao desde tiempos anteriores a los tiahuanacotas y aparece tardíamente en los wari.
Iconográficamente, la representación mejor lograda y conservada del Dios de las Varas se encuentra en la Puerta del sol, en donde la deidad aparece en posición central rodeada de seres alados.
Se tiene evidencia arqueológica, que indican que los tihuanacotas habrían adorado a una deidad exclusiva de esta cultura, esta deidad sería el "Chachapuma", una deidad con características peculiares, siendo la representación de una persona con una mascará de felino con una nariz alargada en referencia al uso de alucinógenos, con un hacha en una mano y una cabeza trofeo en la otra, esta deidad era adorada como "el sacrificador", representada en esculturas y k'eros, esta deidad gozaba de relevancia en la vida de los tiahuanacotas, al cumplir también el rol de protector de sus templos de importancia, esta deidad sería de influencia para la construcción de "el degollador" de Pucará.
Los monolitos de tiahuanaco, realizados con bajorrelieves que representaban a sus deidades, en estos qalawawas o monolitos se puede distinguir a las deidades tiahuanacotas de Amaru y Mallku, estas deidades, que en mayoría cumplían un rol acuático y agricultor, posteriormente fueron heredadas por los señoríos aymaras y los Incas.
Se tiene evidencia que los ritos tiahuanacotas fueron de mucha complejidad y asociados al consumo de sustancias alucinógenas. Las sustancias utilizadas, además de las hojas de coca, fueron las semillas de huilca (Anadenanthera colubrina) o el parica (Anadenanthera peregrina) y eran consumidas en tabletas; las tabletas fueron representadas en las esculturas tiahuanacotas como el monolito de Bennet y de Ponce, además de haber sido encontradas en las tumbas de Tiahuanaco y San Pedro de Atacama. Aparentemente estos alucinógenos se conseguían en enclaves tiahuanacotas en el chapare y eran consumidas tanto por los sacerdotes como por seres humanos sacrificados.

### Sacrificios
En excavaciones realizadas en el sitio arqueológico de Akapana se han encontrado materiales como ofrendas, alfarería, fragmentos de cobre, huesos de camélidos y entierros humanos. Estos objetos fueron encontrados en el primer y segundo nivel de la pirámide de Akapana y la cerámica adjunta corresponde a la fase III de los tiahuanacotas.
En la base del primer nivel de Akapana se hallaron hombres y niños desmembrados a los cuales les faltaba el cráneo; estos restos humanos estaban acompañados de camélidos desarticulados además de cerámica. En el segundo nivel se encontró un torso humano completamente desarticulado. En total se encontraron 10 entierros humanos, de los cuales 9 eran varones. Estos sacrificios corresponden, aparentemente, a ofrendas dedicadas a la construcción de la pirámide.

## Ciudades tiahuanacotas
Durante el periodo urbano (fases III y IV), la cultura tiahuanacota desarrolló importantes centros urbanos e incluso se expandió fuera del valle de Tiwanaku: Khonkho Wankane en el valle inmediato al sur, Lukurmata y Pajchiri al norte de Tiwanaku, y Ojje en la península de Copacabana son 4 ciudades que cuentan con plataformas aterrazadas, patios hundidos y monolitos. Además existieron un número todavía no calculado de enclaves fuera de la meseta del Collao, sólo en el sur del Perú (departamentos de Tacna y Moquegua) en el año 2000 se contabilizaron 20 enclaves permanentes atribuidos a la cultura tiahuanaco.

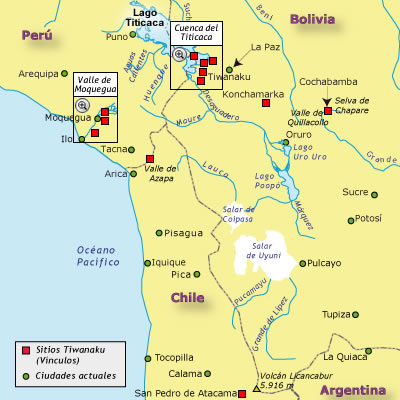
Ciudades y sitios arqueológicos Tiahuanacotas

### Tiwanaku
Es el principal centro religioso y urbano de los tiahuanacotas, según Lumbreras fue un foco de peregrinación con influencia en todos los andes centrales, fue el principal símbolo del poder religioso y político. Actualmente se ubica en las riberas del río Tiwanaku (afluente del lago Titicaca), al sur de la ciudad de La Paz. La ciudad se ubica en el área denominada altiplano boliviano a 3840 m s. n. m.. nos damos cuenta el templo está hecho de expresiones artísticas de los tiempos a. C.
Actualmente se sabe que la ciudad y sus principales edificios se construyeron en diferentes fases aunque el orden en el que fueron construidas sus estructuras todavía no está clara. Todos los monumentos constructivos de la ciudad de Tiwanaku tienen una rigurosa planificación y tecnologías constructivas innovadoras para la época. Esta ciudad se caracteriza por las plataformas, patios hundidos y pirámides escalonadas.
En la ciudad destacan la pirámide de Akapana, el Puma Punku, Kalasasaya, templete semisubterráneo, Kori Kala y Putuni, aunque también tiene construcciones menores como Chunchukala, Laka Kollu y la Karana.
Algunas obras maestras de la escultura tiahuanacota en la ciudad de Tiwanaku lo componen la Puerta del Sol, los monolitos de Ponce, Fraile y Bennett, las cabezas clavas y algunas estelas.

### Khonkho Wankane

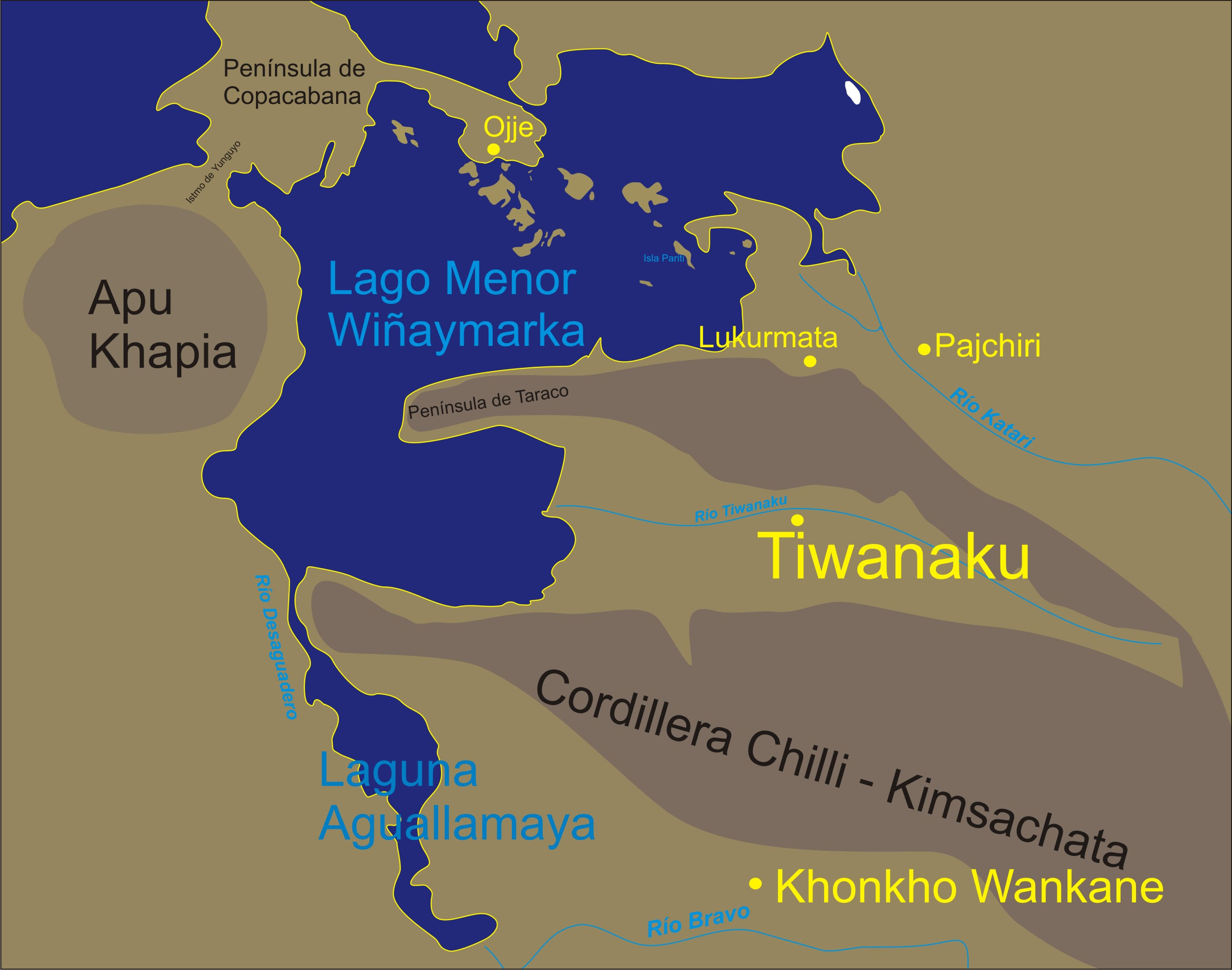
Mapa de ubicación de las ciudades tiahuanacotas de Ojje, Lukurmata, Pajchiri y Khonkho Wankane.

Khonkho Wankane (o Khonkho Wankani) es un centro administrativo tiahuanacota que se encuentra en una formación aluvial del valle del río Desaguadero por debajo de las faldas de la cordillera de Chilla-Kimsachata, a unos 25 kilómetros directamente al sur de Tiwanaku.
El sitio ocupa una porción de la pampa Machaca cercano a la comunidad de Qhunqhu Liquiliqui (municipio de Jesús de Machaca, en el departamento de La Paz) entre las estribaciones de la cordillera y el río Bravo o Jach'a Jawira, afluente sur del río Desaguadero.
Se aprecian dos montículos rodeados por varios montículos más pequeños. El montículo principal Wankane consiste en una plataforma artificial que se ha planteado sobre una loma natural. Estos montículos fueron habitados probablemente desde el 200 a. C. hasta tiempos de los señoríos Pacajes (1470 d. C.). Sin embargo las construcciones habitacionales que transformaron la fisonomía del montículo fueron realizadas por los pobladores tihuanacotas (formativo tardío), quizá entre los años 200 a 400 d. C. En este periodo los pobladores de Wankane hicieron profundas transformaciones del tipo de organización social, de sus ideales, valores, hábitos y visión de su futuro.
Las habitaciones son de tipo trapezoidal, con una estructura circular y patios rectangulares construidas de piedra y arcilla. En el centro del asentamiento se descubrió la construcción de un canal subterráneo, trabajado con piedras angulares en las paredes y largos bloques transversalmente dispuestos a modo de techo. Las dimensiones de este interesante ducto es de: 55 centímetros de ancho en la base, 45 cm a la altura del techo, 70 cm de la base al techo y sobrepasan los cien metros de largo que se dirigen hacia el sur del montículo.
En el lugar se encuentran cinco monolitos: el Wila Kala (piedra roja) erigido en la ladera Sureste, Jinchun Kala (piedra con orejas) parado al Sur, los dos bloques parados en la ladera Oeste y el Tata Kala que se halla tendido en la parte central del montículo y es la estela de mayor tamaño con una longitud de aproximadamente 5,20 metros. Asimismo, disperso en toda la superficie se hallan fragmentos de materiales antiguos de naturaleza cerámica, ósea, lítica, que ahora se los puede observar en el Museo A. Portugal que se encuentra en el centro poblado de Qhunqhu Liquiliqui.

### Conchamarca
Localizada en el valle de Yaco, provincia de Loayza en el departamento de La Paz, está compuesta por una fortaleza y dos caminos tallados en roca.

### Pajchiri y Lukurmata
Pajchiri y Lukurmata, aparte de Tiwanaku, son las ciudades tiahuanacotas más estudiadas en Bolivia. Ambas ciudades están ubicadas en el valle norte inmediato a la ciudad de Tiwanaku (Pampa Koani), correspondiente al río Katari. Pajchiri y Lukurmata distan apenas 8 kilómetros la una de la otra y destacan por el gran número de camellones creados por la cultura tiahuanacota para intensificar la agricultura a 3800 m s. n. m.

### Ojje
Se encuentra ubicada en el extremo sur de la península de Copacabana, en el lugar de la actual localidad de Santiago de Ojje. Desde esta zona se domina el archipiélago de Wiñaymarka (islas de Anapia y Yusipiqui) y presenta terrazas de cultivo (andenes) de factura tiahuanacota.

### Otros
Otras áreas arqueológicas vinculadas a la cultura tiahuanaco fueron:
- Pampa Koani (La Paz - Bolivia).
- Omo (Moquegua - Perú).
- San Pedro de Atacama (Antofagasta - Chile).
- Humahuaca (Jujuy-Argentina)

## Los descubrimientos de Pariti

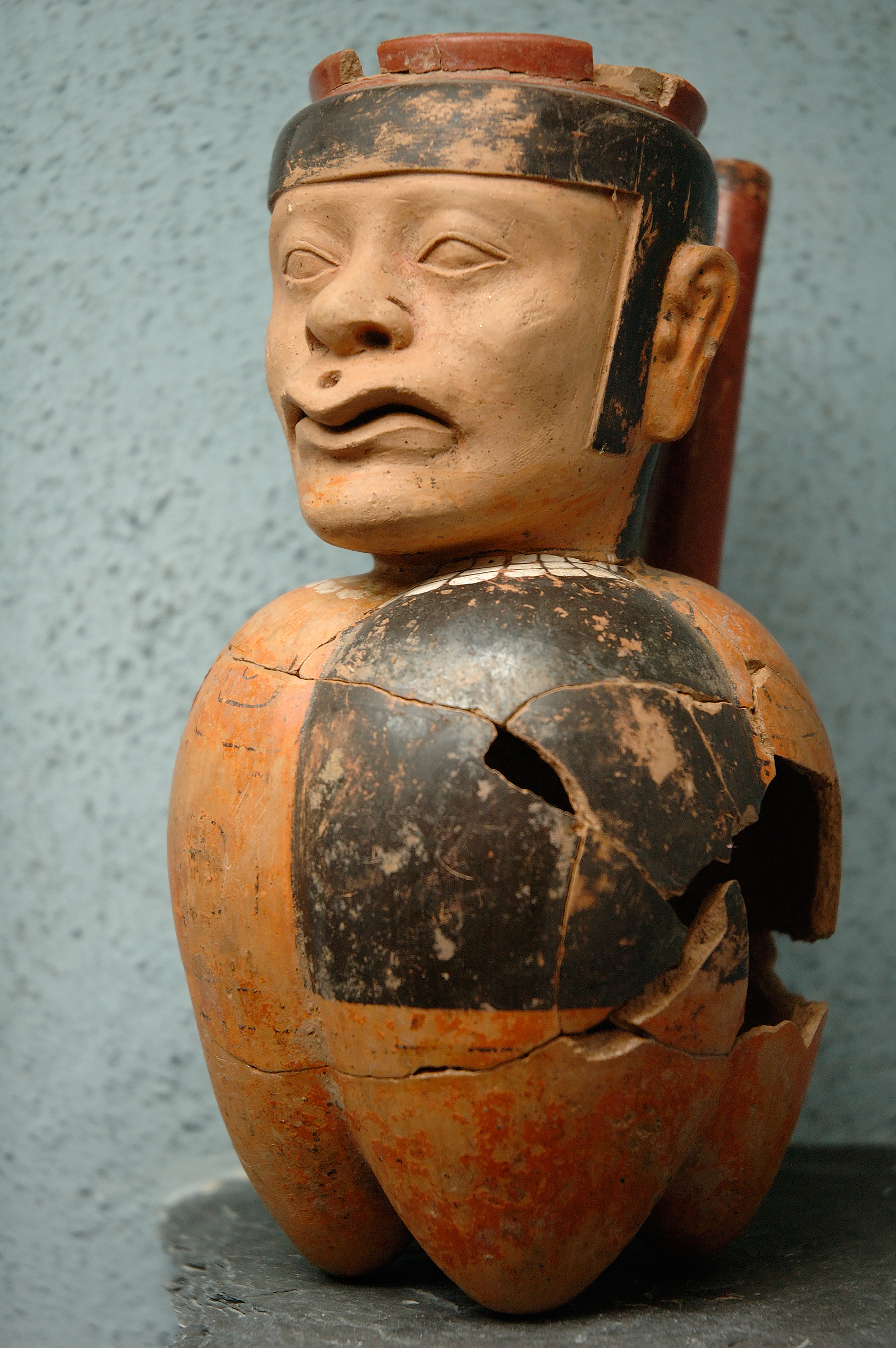
Cerámica escultórica descubierta en la isla Pariti.

Pariti es una isla ubicada en el segmento del lago Titicaca denominado Lago Menor o Huiñaymarca, y que forma parte del departamento de La Paz en Bolivia.
El 11 de agosto de 2004 dos arqueólogos, el boliviano Jedú Sagárnaga y el finlandés Antii Korpisaari,
descubrieron más de un centenar de piezas de cerámica de inusitado perfeccionalismo y colorido. Los descubrimientos de la isla de Pariti fueron fechados entre el 900 y el 1050 d. C.
Hasta antes de este descubrimiento, en la cerámica tiahuanacota primaba el color ocre y las representaciones iconográficas simbólicas, en cambio en Pariti se descubrieron cerámicas escultóricas (huacos retratos) de gran perfección y realismo, además de una utilización realista del color en sus decorados.
En las representaciones destacan los pumas, cóndores, rostros y seres humanos, además de personajes mitad animales y mitad humanos.
De todas las muestras sobresale en perfección la denominada "Señor de los patos",
que representa a un anciano llevando un pato en uno de sus brazos.
La cerámica descubierta en Pariti es custodiada en el Centro artesanal de la isla Pariti, en el cual se exponen 368 piezas de cerámica recuperada.

## Decadencia
La decadencia política y religiosa de Tiahuanaco ocurrió entre el 950, 1000 y 1100 d. C.
La evidencia en el valle de Azapa (Chile) da cuenta de que los sitios de la élite tiahuanacota fueron destruidos sangrientamente, se observaron tumbas arrasadas y cuerpos que fueron profanados y despedazados. En Moquegua, también se observaron sitios tiahuanacotas destruidos violentamente, aunque en el caso de Moquegua también existe la hipótesis de una destrucción por la invasión del estado huari (hipótesis planteada por Moseley en 1991). No podemos olvidar que por la decadencia de los tiahuanaco nacierion otros pueblos y reinos tales fueron como los aimara (del reino lupaca) terminaron desplazando a los Tiahuanaco, que tras su paso por el lago titicaca no les quedó más opción que ir al Cusco por el gran secreto de los incas. 
En el caso del altiplano, la pérdida del poder se da de manera menos violenta, esto evidenciado por la continuidad de los estilos alfareros tiahuanacotas alrededor del Titicaca, así como la continuidad de las tradiciones funerarias y cotidianas; lo que hace pensar que el estado Tiahuanaco primero perdió su poder en la periferia (casos de Azapa y Moquegua) y luego en el altiplano. Según Pärssinen la pérdida del poder hizo vulnerables a las colonias a los ataques de etnias locales.
En el siglo XI, la capital de Tiahuanaco fue abandonada y empezaron a aparecer varios asentamientos menores en toda la meseta del Collao. El inicio de estos asentamientos menores empieza a aparecer hacia el año 900 d. C., pero a la par los sitios tiahuanacotas (Pajchiri, Khonkho, Lukurmata) continúan siendo habitados. Antes de eso, la ciudad de Tiahuanaco concentraba una población que se estima entre 25 000 y 50 000 habitantes y la evidencia arqueológica de conjuntos habitacionales fuera de la ciudad es escasa. Al parecer ante la pérdida del poder político, grupos poblacionales decidieron emigrar de la ciudad y agruparse en poblaciones independientes por toda la meseta del Collao. El incremento de poblaciones pequeñas se incrementa en función al abandono de la ciudad de Tiahuanaco, en un proceso que termina con el abandono total de la ciudad y la pérdida absoluta del poder periférico.
Los estilos alfareros del Collao nos revelan otros aspectos de la decadencia de Tiahuanaco, aunque todavía son escasos los estudios radiocarbónicos en la mayoría de asentamientos en el valle de Tiahuanaco, para poder determinar con exactitud los asentamientos de la fase V de Tiahuanaco y los pueblos fundados post-Tiahuanaco. Esta problemática en los estudios de la civilización tiahuanacota hace que muchos autores fijen el ocaso de Tiahuanaco en los años 1150 o 1200 (Bermann, Mujica, Ponce Sanginés y Janusek).
En el caso de la alfarería, la desaparición del estilo tiahuanacota es gradual, por lo menos así lo demuestran estudios hechos en las áreas de Machaca y Caquiaviri, esta última posterior capital de Pacajes.

### El colapso tiahuanacota en Machaca
El área de Machaca fue habitada por Tiahuanaco de manera temprana, se encontraron llorones de tradición «Yaya Mama» (presentes desde la época de la cultura Chiripa); algunos autores afirman que los monolitos y construcciones en Machaca se iniciaron en la fase III de Tiahuanaco. Sin embargo, el estilo alfarero de Tihuanaco en su fase V pervive en Machaca hasta periodos post-tiahuanacotas. Al respecto, en el año 1955 Rigoberto Paredes, recogió tradiciones orales de Machaca en las que afirmaban que un cataclismo había acabado con Tiahuanaco y que sus sacerdotes y líderes decidieron trasladarse hasta la zona de Machaca cargando sus ídolos. En este caso la evidencia arqueológica coincide con la tradición oral; las excavaciones en Khonkho y Kjula Marca, nos revelan construcciones del periodo pre-clásico de Tiahuanaco (45 d. C.), pero cerámica del periodo V (700 al 1100 d. C.). Al mismo tiempo, las excavaciones de Kjula Marca, revelan que la mayoría de asentamientos en esa región fue fundada posterior a Tiahuanaco e incluso durante la época Inca, esto se explica porqué antes del ocaso de Tiahuanaco casi toda la población colindante se concentraba en la ciudad, luego de la decadencia de Tiahuanaco, la zona de Machaca fue llenándose de pueblos pequeños.

### Decadencia agrícola
Por intermedio de los datos recopilados por Adams (1997), otro aspecto que podría haber implicado en la decadencia de Tiahuanaco es que su agricultura se vio fuertemente afectada por las constantes crecidas y desbordes del lago Titicaca, producto de las consecuencias del Fenómeno de Niño. Evento climático cíclico que genera un cambio de las aguas frías de Océano Pacífico por aguas más cálidas desplazando a la zona continental fuertes tormentas con lluvias torrenciales.
Debido a las condiciones geográficas de la zona, los sistemas de irrigación artificial eran de las únicas posibilidades de hacer productiva la tierra. Esto implicaría el uso de acequias que eran zanjas o canales a cielo abierto que cumplían la doble función de irrigar la tierra y crear una especie de neblina que protegía a las plantas de las heladas.
El uso excesivo de estos sistemas de irrigación habría provocado una gran salinidad de los suelos dejando a la tierra no apta para la agricultura, lo que generó la posibilidad del abandono de los habitantes de la zona buscando nuevas tierras fértiles y en consecuencia, la desaparición de la ciudad.

### El colapso tiahuanacota en Caquiaviri
Las investigaciones en la zona de Caquiaviri demuestran que durante el periodo tiahuanacota, sólo existieron construcciones en las orillas del río Desaguadero, en Nazacara y en el cerro Chicha; el resto del área se encontraba libre de evidencias arqueológicas tiahuanacotas. En el caso del cerro Chicha, existió un adoratorio con evidencias de haber sido utilizado por Tiahuanaco, Pacajes e Incas.
Caquiaviri, durante el periodo de Tiahuanaco, tenía una población escasa y con la progresiva decadencia de los tiahuanacotas, la población en Caquiaviri aumentó a 30 llajtas, en donde el estilo cerámico de Tiahuanaco ya no era puro, sino que denotaba un periodo de transición. Esto quiere decir que con la decadencia de Tiahuanaco se inició un periodo migratorio desde el centro de la ciudad hacia las periferias.

## Autores importantes
El primer europeo en registrar los restos arqueológicos de Tiwanaku fue el cronista español Pedro Cieza de León en el siglo XVI. Sin embargo, el sitio comenzó a recibir mayor atención de estudiosos a partir del siglo XIX, con investigadores como Alcide d'Orbigny, Ephraim Squier y Charles Wiener, seguidos por arqueólogos más formales como Alphonse Bandelier y Max Uhle, ya a inicios del siglo XX.
Más adelante, el arqueólogo aficionado Arthur Posnansky estudió la zona y propuso diversas teorías sobre el origen y desarrollo de Tiwanaku, aunque muchas de ellas fueron altamente especulativas. Durante el siglo XX, destacaron los estudios del estadounidense Wendell Bennett en la década de 1930, así como los del boliviano Carlos Ponce Sanginés, quien investigó el sitio entre las décadas de 1960 y 1980. En los años 1990, contribuyeron al conocimiento de Tiwanaku los arqueólogos estadounidenses Alan Kolata, David Broman y Marc Bermann, junto con los bolivianos Juan Albarracín-Jordán y Sonia Alconini.
En el siglo XXI, la investigación sobre Tiwanaku ha seguido avanzando con los aportes de especialistas como los estadounidenses John Janusek, Charles Stanish, Nicole Couture, Deborah Blom y Alexei Vranich, el finlandés Antti Korpisaari, y los bolivianos Javier Escalante, Claudia Rivera, Jédu Sagárnaga y Juan Villanueva.

## Galería

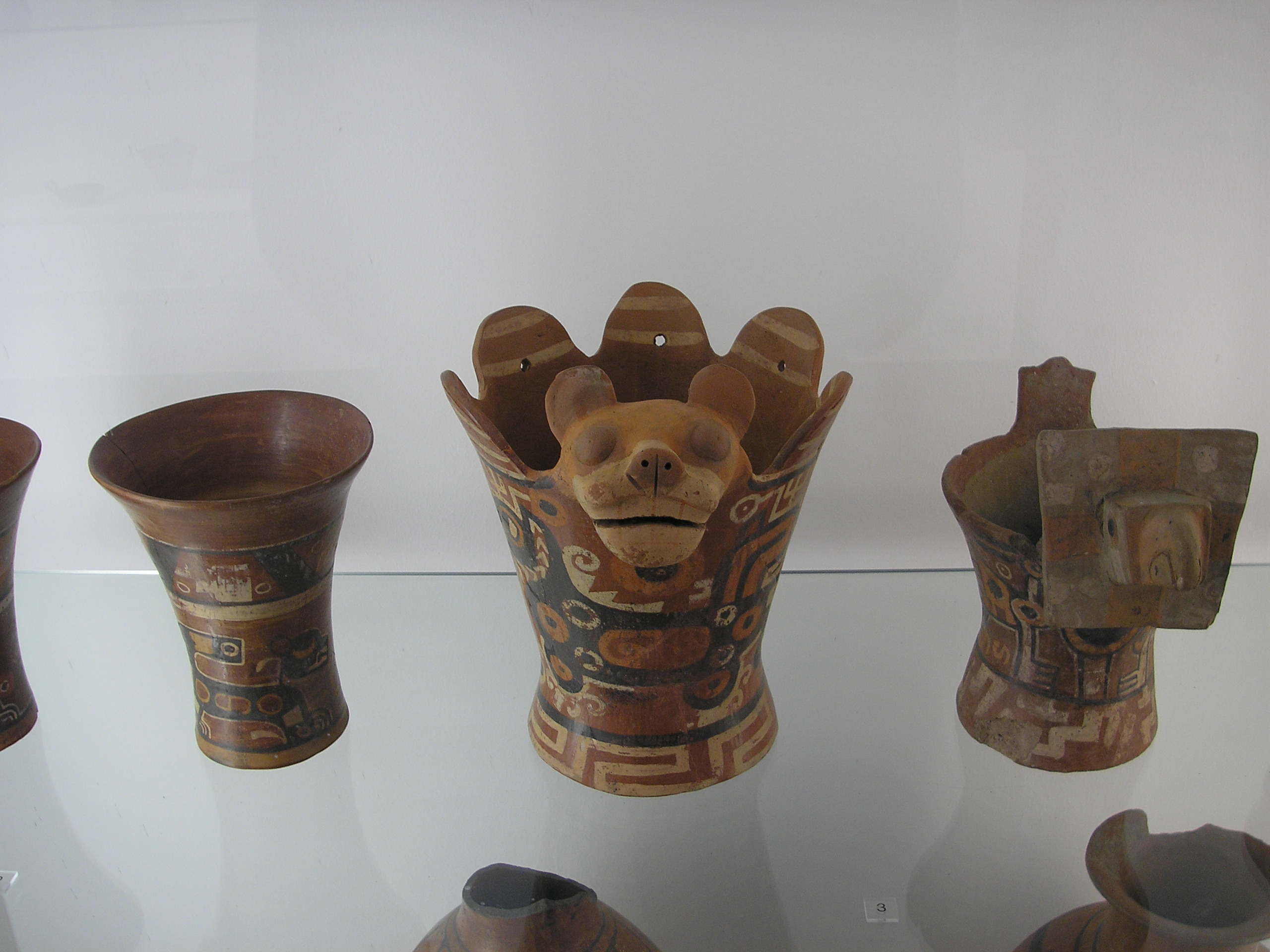
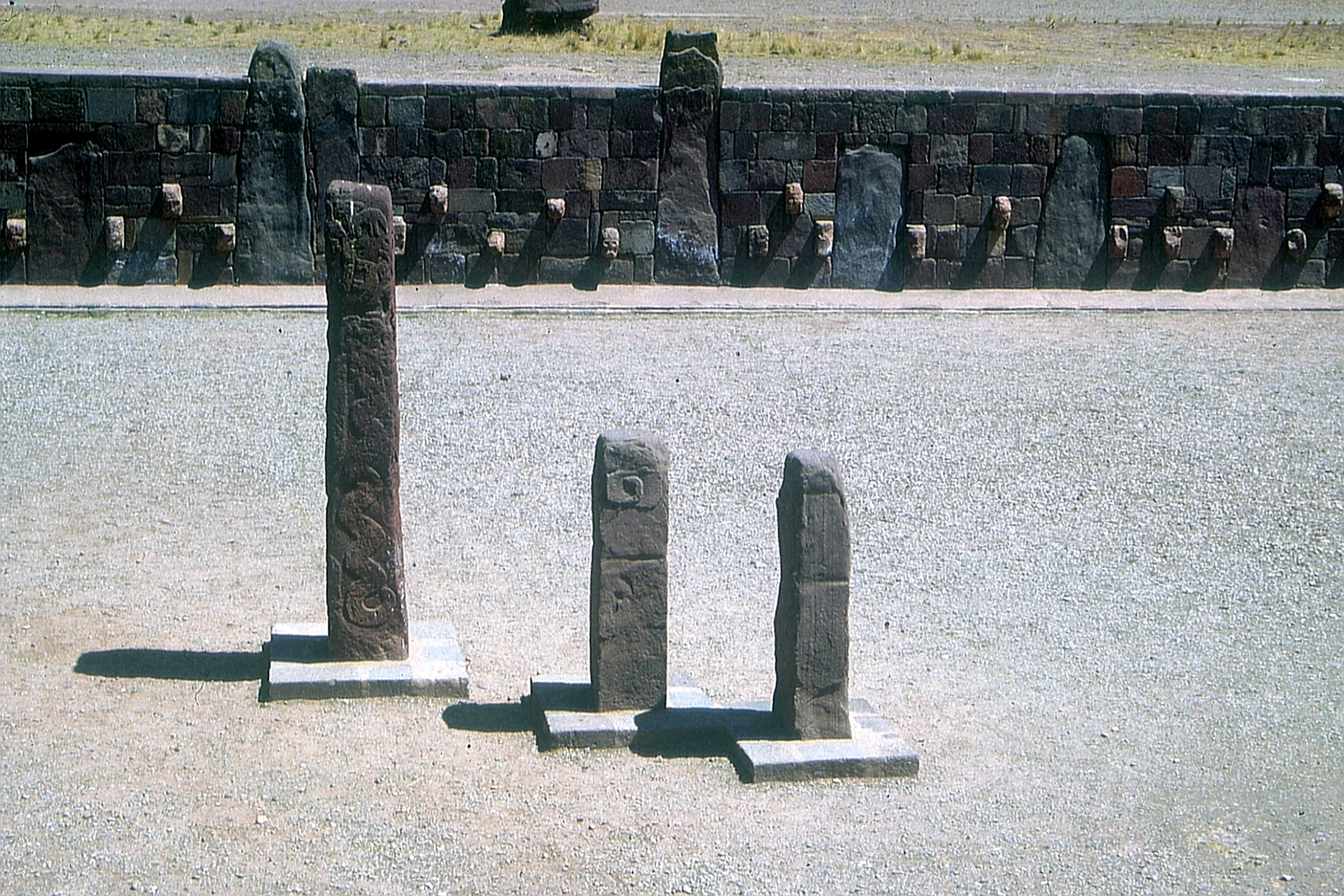
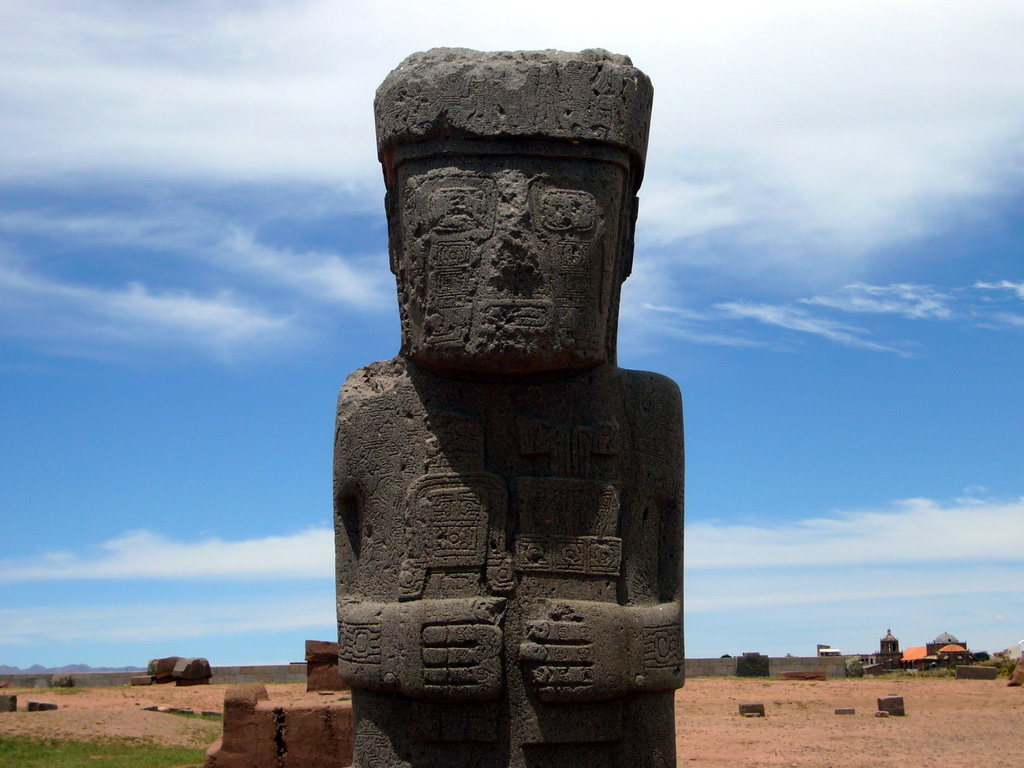
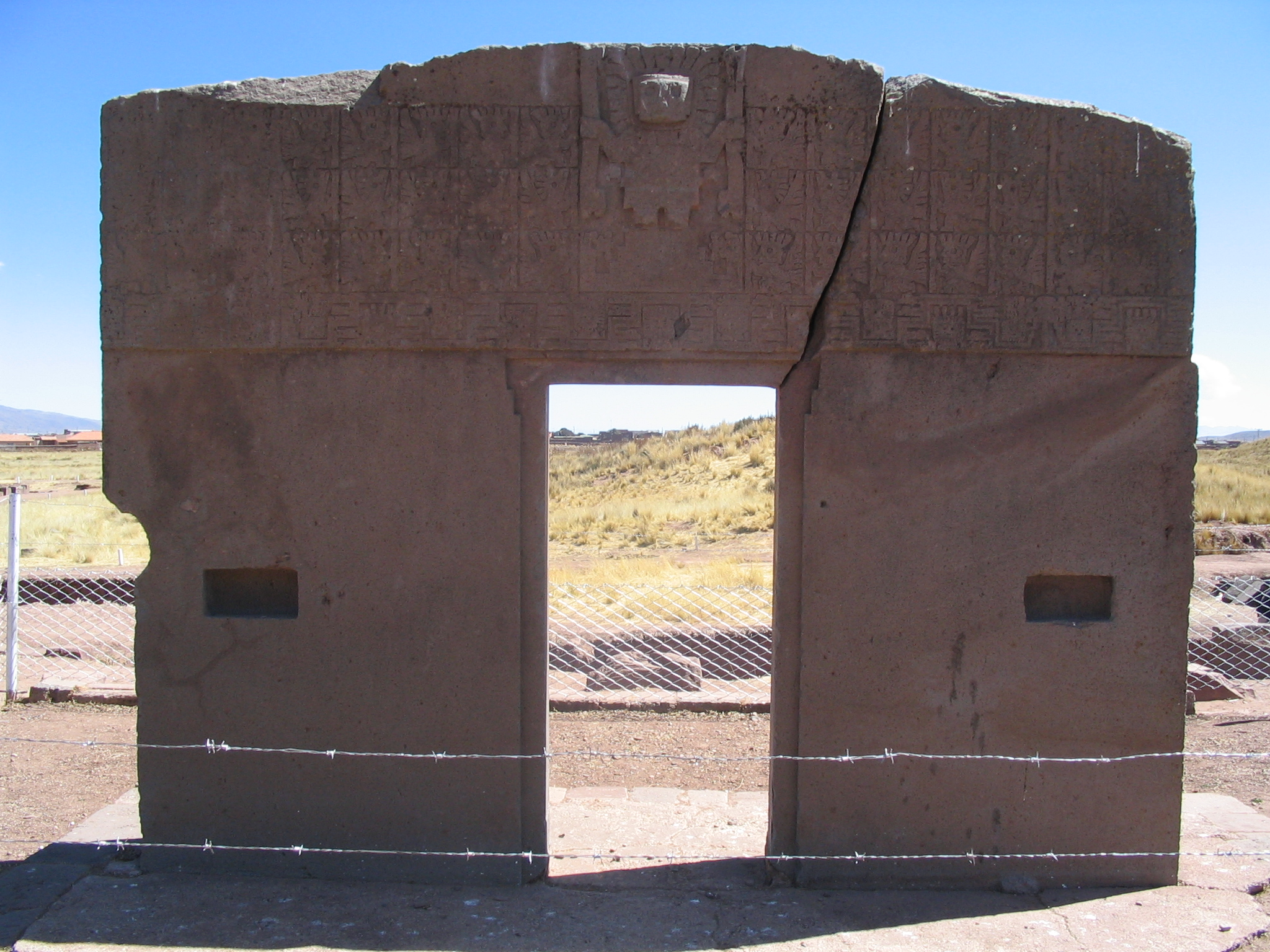
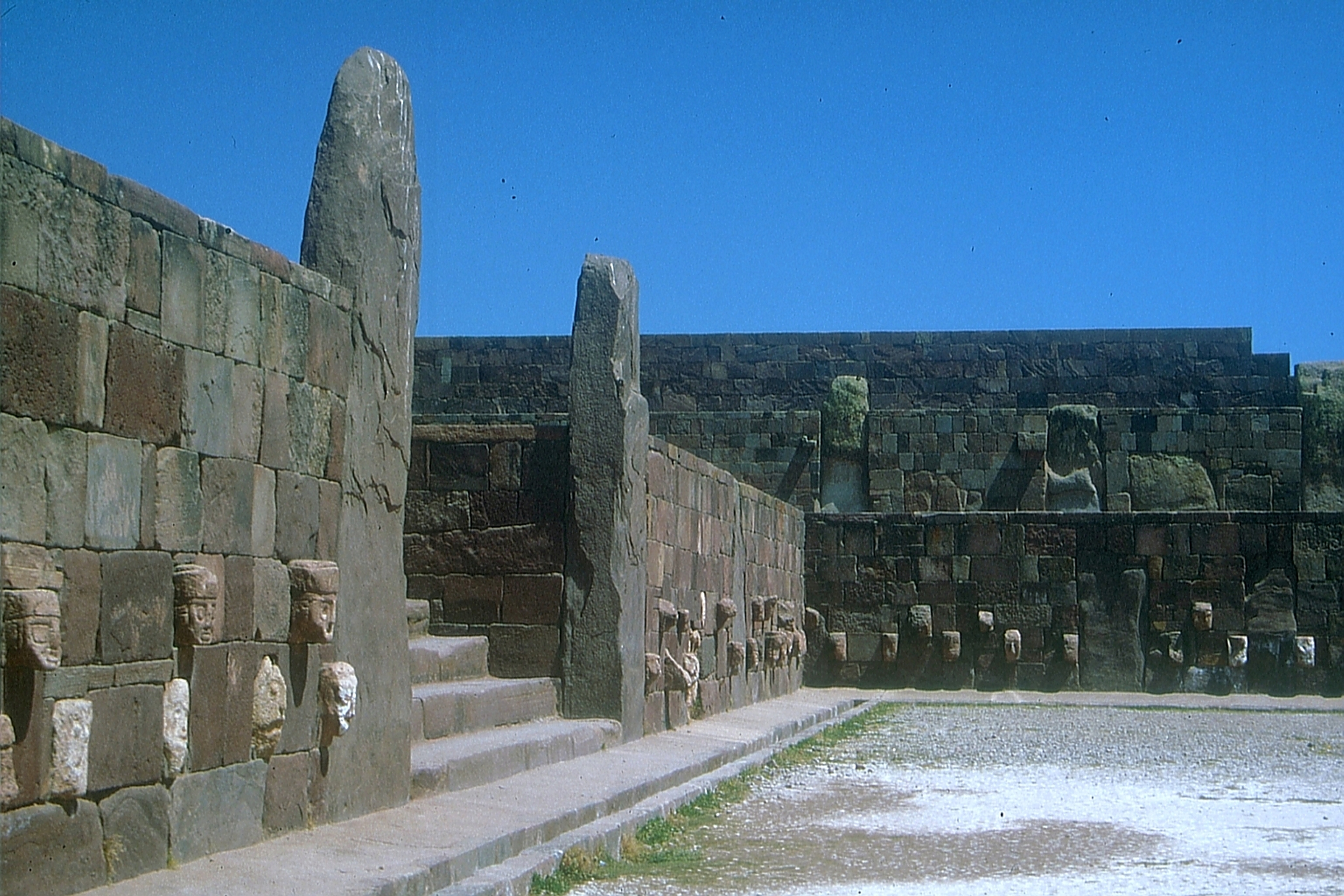
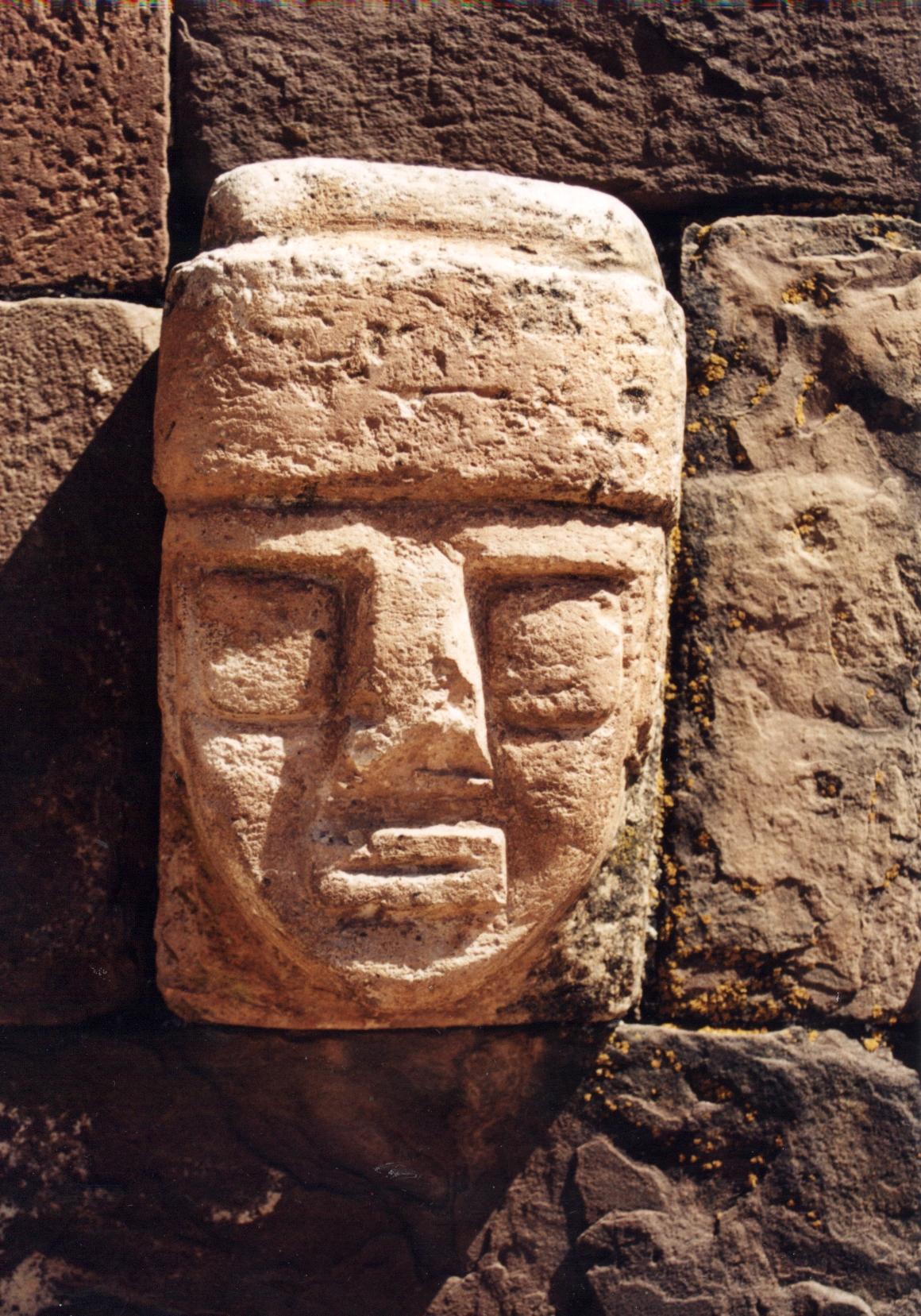